# Xã Scott, Quận Henry, Iowa
Xã Scott (tiếng Anh: Scott Township) là một xã thuộc quận Henry, tiểu bang Iowa, Hoa Kỳ. Năm 2010, dân số của xã này là 1.389 người.